# Поэма Пентаура
«Поэма Пентаура» (также «Эпос Пентаура», «Поэма о Кадешской битве») — древнеегипетская поэма, описывающая Битву при Кадеше в начале XIII века до н. э. Несмотря на неоднозначный исход битвы, поэма возвеличивает победу Рамсеса II.

## История
Наиболее полно текст сохранился на папирусе Raifet-Sallier, составленном (скопированном с оригинала) придворным писцом по имени Пентаур. Иератический текст сохранился на двух папирусах из одного свитка (первая страница утрачена):
- папирус Raifet (вторая страница) состоит из одной страницы с 10-ю строчками, хранится в Лувре;
- папирус Sallier III хранится в Британском музее.

Поэма встречается на стенах храмов Луксора (северный пилон), Карнака (внешняя сторона южной стены Гипостильного зала), Рамессеума, Абу-Симбела и др. с целью пропагандистского воздействия на широкие массы людей. В Абидосе значительная часть поэмы повреждена.
Согласно найденной у Хаттусы клинописной табличке-письме от Рамсеса, Хаттусили III с насмешкой отзывался о победных изображениях фараона. Отступив, Рамсес объявил о победе, хотя в действительности ему удалось только спасти свои войска, а стратегически победу одержал Муваталли II.
Современные историки полагают, что сражение стало ничьей, при моральной победе египтян, которые развили новые технологии и провели перевооружение. После битвы между враждующими сторонами был заключён мирный договор, являющийся первым известным подобным документом в мировой истории.

## Сюжет
Текст воспевает доблесть фараона, одержавшего победу в смертный час с помощью Амона. Войску отведена позорная роль, поскольку Рамсес клеймит его. О Рамсесе сказано:
Нет мужа, равного его величеству владыке младому, отважному.

Могуча длань его, бесстрашно сердце, силой подобен он Монту в час величия его.

Он прекрасен собою, как Атум, и ликуют созерцающие великолепие его.

Прославлен он победами своими над всеми странами, и не ведают часа, когда вступит он в бой.

Как стена, ограждает он войско своё, он — щит его в день сражения;

в стрельбе из лука не ведает он соперников, отважнее он сотни тысяч воинов.

Он идёт во главе войск своих и обрушивается на полчища вражеские, веря сердцем в победу свою,

смел и доблестен он пред лицом врага, а в час битвы подобен пламени пожирающему.

Стоек сердцем он, словно бык, и с презрением взирает на объединившиеся против него страны.

Тысяча мужей не может устоять перед ним, сотни тысяч лишаются силы при виде его;

вселяет он страх грозным рыком своим в сердца народов всех стран…

## Комментарии
1. ↑  The Luxor copy occupies the lower portion of the front (north side) of both towers of Ramses II's pylon... The inscription was partially cleared by Mariette, which permitted E. de Rouge to copy [most of it][8]
2. ↑  The Karnak copy is on the outside of the south wall of the great hypostyle hall.[8]